# Vanonus uniformis
Vanonus uniformis là một loài bọ cánh cứng trong họ Aderidae. Loài này được Werner miêu tả khoa học năm 1990.